# Richard Carrión
Richard L. Carrión Rexach, né le 26 novembre 1952 à San Juan, est un banquier et homme d'affaires portoricain.
Il est membre du comité international olympique depuis 1990,. Le 22 mai 2013, il fait part de sa candidature pour l'élection du président du CIO qui doit se tenir le 10 septembre prochain à Buenos Aires, en remplacement de Jacques Rogge qui ne peut se représenter.